# Garra lissorhynchus
Garra lissorhynchus är en fiskart som först beskrevs av Mcclelland 1842.  Garra lissorhynchus ingår i släktet Garra och familjen karpfiskar. IUCN kategoriserar arten globalt som livskraftig. Inga underarter finns listade i Catalogue of Life.